# Скрябина, Марина Александровна
Мари́на Алекса́ндровна Скря́бина — французский музыковед и композитор, родилась в Москве 30 января 1911 года, скончалась в Кормей-ан-Паризи 28 апреля 1998 года.

## Биография
Младшая дочь русского композитора Александра Скрябина и Татьяны Шлёцер. В 1927 году эмигрировала в Париж, где училась в высшей национальной Школе искусств и ремесел. Одновременно изучала теорию музыки у Рене Лейбовица.
С 1950 года работала на радио, затем занималась исследовательской работой в Национальном центре научных исследований.
Среди музыкальных произведений Марины Скрябиной следует выделить «Радио-сюиту» (Suite radiophonique), балет Bayalett и камерную музыку.

## Труды
- Проблемы современной музыки (Problèmes de la musique moderne, совместно с дядей, Борисом де Шлёцером) (1959).
- Язык музыки (Le Langage musical)
- Зеркало времени (Le Miroir du temps)

## Цитата
- Музыка является для него «теургической силой неизмеримой мощности, призванной трансформировать человека и весь космос» (о своём отце, Александре Скрябине).